# لوی فرانسیس
لوی فرانسیس (انگلیسی: Levi Francis؛ زادهٔ ۴ سپتامبر ۲۰۰۳) بازیکن فوتبال است.